# Trattato di Parigi (22 agosto 1796)
Il trattato di Parigi fu un trattato firmato il 22 agosto 1796, ossia il 5 fruttidoro IV, dalla Repubblica Francese del Direttorio e dal Margraviato del Baden, garantendo libero passaggio alle armate francesi.
Il marchese, vista anche la resa del confinante Ducato del Württemberg, intuì la malaparata e rinunciò ai pochi suoi terreni a sinistra del Reno, tra i quali alcuni paesi in Lussemburgo, prima che si concretizzasse la minaccia francese di sottrargli il suo intero principato.